# پودنگشنو
پودنگشنو (به لهستانی:  Podnieśno) یک روستا در لهستان است که در گمینا سوخوژبره واقع شده‌است.